# Rahan
Rahan, Sohn der Vorzeit (franz. Rahan, Fils des Âges Farouches), bei Bastei auch Held der Vorzeit, ist die Hauptfigur der gleichnamigen französischen Comic-Serie, die ab der Ausgabe Nr. 1239 vom 3. März 1969 in der Comic-Zeitschrift Pif Gadget erschien. Das Szenario wurden von Roger Lecureux geschrieben, seit 2002 führt sein Sohn Jean-François Lecureux die Serie fort. Die meisten der Zeichnungen stammen von André Chéret; einige Geschichten wurden auch von Enric Badía Romero („Romero“), Guido Zamperoni („Guy Zam“) und José Antonio de Huescar („Garvi“) illustriert.

## Inhalt
Rahan lebt in einer fiktiven prähistorischen Zeit voller Abenteuer und Gefahren.

Bereits als Baby verliert er seine Eltern, als diese von Säbelzahnkatzen angegriffen und getötet werden. Der Jäger Crao findet ihn und mit ihm und dessen Frau Tawa lebt Rahan beim Stamm vom Blauen Berg. Angeleitet von dem Jäger entwickelt sich Rahan zu einem kräftigen und geschickten Kind und bezeichnet sich von nun an als „Rahan, Sohn des Crao“. Ein Vulkanausbruch tötet seine Zieheltern und alle Stammesmitglieder, nur Rahan schafft es, in der Katastrophe zu überleben.
Allein auf sich gestellt erkundet der Junge fremde Gebiete, er wächst heran und trifft auf andere Stämme und ist stetig auf der Suche nach der Geschichte seiner von den Raubkatzen getöteten Eltern. Seine Abenteuer mit feindseligen Clans, Naturgewalten und urzeitlichen Tieren – darunter „realistische“ wie Säbelzahnkatzen, Riesenhirsche, Wölfe und Mammuts und „fantastische“ wie Riesenkalmare, Riesenspinnen, Dinosaurier und Plesiosaurier – besteht er durch seine Intelligenz, schnelle Auffassungsgabe und seine Geschicklichkeit.
Während seiner Reisen lernt Rahan die Natur zu verstehen und macht durch seine Beobachtungsgabe Entdeckungen und Erfindungen, die sich für ihn bei seinen Abenteuern als hilfreich erweisen: Er sucht und findet Lösungen für die Probleme einzelner Menschen und ganze Stämme und er gibt dieses Wissen an andere Menschen weiter.
Gemäß einem Schwur fängt Rahan nie eine Auseinandersetzung mit anderen Menschen an, obwohl er sich oftmals gegen selbstsüchtige Stammesführer und hinterhältige Schamanen wehren muss, die die Mitglieder ihrer Clans in Unwissen und Angst halten. Rahan begegnet solchen Gegnern meist mit Mut, Aufrichtigkeit und Diplomatie. Seine Absichten und seine altruistische Haltung fasst er – am Beginn der Serie – beim Abschied vom Clan der Fischer zusammen:

„Und da er selber keinen Clan und keinen Stamm mehr hat, wird Rahan der Sohn aller Clans und aller Stämme sein! Rahan wird überall hingehen, er wird alles sehen und alles lernen! Er wird den einen das enthüllen, was er von den anderen gelernt hat!“

### Erzählstil
Die einzelnen Episoden, die den Zeitrahmen von Rahans Kindheit bis zur Gründung einer eigenen Familie umfassen, sind thematisch in sich abgeschlossen, nehmen aber gelegentlich früher behandelte Themen wieder auf. Fast jede Geschichte verbindet ein spannendes Abenteuer mit Rahans engagierter und altruistischer Haltung, Probleme zu analysieren und aus dem Weg zu räumen – und daraus zu lernen.

Bestimmte Motive kehren immer wieder:
- Die Höhle der Sonne (la tanière du soleil), die Rahan während seiner gesamten Reise sucht und dabei auch große Gewässer per Floß überquert, um zu verstehen, wohin die Sonne am Ende des Tages verschwindet.
- Das Elfenbeinmesser (le coutelas d'ivoire), das er als Junge dem grausamen Anführer des Fluss-Clans stiehlt, dient ihm als Waffe und „Berater“. Lecureux beschreibt Rahans animistische Beziehung: Oft hält Rahan Zwiesprache mit dem Elfenbeinmesser und durch Drehung auf einem Stein lässt er sich von dem Messer die Richtung anzeigen, in die er gehen wird/gehen soll. Mehrmals spielt in Episoden der Verlust und das Wiedererlangen dieses Messers eine zentrale Rolle.
- Die Halskette mit den Krallen (le collier de griffes) ist Rahans einziger Schmuck und ganzer Stolz. Vier Generationen vor seinem Ziehvater Crao trugen diese Halskette und in jeder Generation kam eine weitere Kralle hinzu, ehe Crao sie vor seinem Tod an Rahan weitergab. Die Krallen stehen für Mut (courage), Redlichkeit (loyauté), Großzügigkeit (générosité), Hartnäckigkeit (ténacité) und Weisheit (sagesse). Diese Halskette dient Rahan als Leitfaden bei Entscheidungen in schwierigen Situationen und in der Episode Rahans Söhne (Les fils de Rahan) erhält Rahan eine sechste Kralle für seine ganz eigene und besondere Tugend, die Scharfsinnigkeit (l'ingéniosité).
- Das Reich der Schatten (le territoire des ombres; d. h. Totenreich) – und in dieses hinüber wechseln zu müssen – fürchtet Rahan in scheinbar aussichtslosen Situationen, in denen es um Leben und Tod geht. Aber gleichzeitig sieht er es auch als unabdinglich an, da in seiner Vorstellung Crao (sein Ziehvater) und Tawa (seine Ziehmutter) wie auch seine Ahnen dort auf ihn warten. In einer Episode glaubt er, dieses Reich der Schatten gefunden zu haben. Auch die Mitglieder fremder Clans verwenden diese Bezeichnung.
- Rückblicke auf seine eigene Familiengeschichte, die sich Rahan nach und nach erschließt, sind sehr komplex und bestimmte Aspekte erscheinen im Laufe der Zeit unter verschiedenen Blickwinkeln.

An Rahans eigener Ausdrucksweise ist besonders, dass er von sich selber in der dritten Person spricht: „Mais les vertus du collier de Rahan lui permetteront-elles de retrouver son coutelas?“ (dt. Aber die Tugenden von Rahans Halskette – werden sie ihm erlauben, sein Messer wiederzufinden?) und dass er den Wesen und Dingen um sich herum eigene deskriptive Namen gibt: les longues crinières (dt. Langmähnen, d. h. Löwen), ceux qui marchent débout (dt. die, die aufrecht gehen, d. h. Menschen) usw. Er selbst wird von anderen wegen seiner Haarfarbe Cheveux-de-Feu (dt. Feuerhaar) genannt.
Der Psychologe Pascal Hachet nahm die Popularität der Serie in Frankreich zum Ausgangspunkt einer Analyse von Rahans Persönlichkeit und seinem Verhalten unter dem Aspekt seiner mehrfach tragischen Familiengeschichte: Seine endlose Suche nach dem Sitz der Sonne, sein Getrieben- und Geplagtsein (être hanté) von einem Clan zum anderen zu ziehen, seine Phobien und seine Bindungsangst, sowie seine unerschütterliche Selbstmotivation. Das Ergebnis fasste Hachet in einem Buch zusammen.

### Zeichenstil
Die in Rahan verwendeten Illustrationen sind sehr detailliert, quasi-realistisch und dynamisch konzipiert, was auch besonders durch extreme Perspektiven verstärkt wird. Vor allem in den späteren Geschichten sprengt die Dynamik regelmäßig den Panel-Rand. Nacktheit wird in natürlicher Weise dargestellt und Rahan ist kein aseptischer Held, sondern er schwitzt bei Anstrengungen und er blutet nach Kämpfen.

### Erwähnung geografischer Orte und paläoanthropologischer Funde
Ab 1997 wurden immer häufiger reale geografische Orte und paläoanthropologische Funde fantasievoll in die Rahan-Geschichten eingebaut. Im Anhang der Bände finden sich bebilderte Zusammenfassungen der in den Geschichten erwähnten Fakten mit Kontaktadressen der entsprechenden Museen.

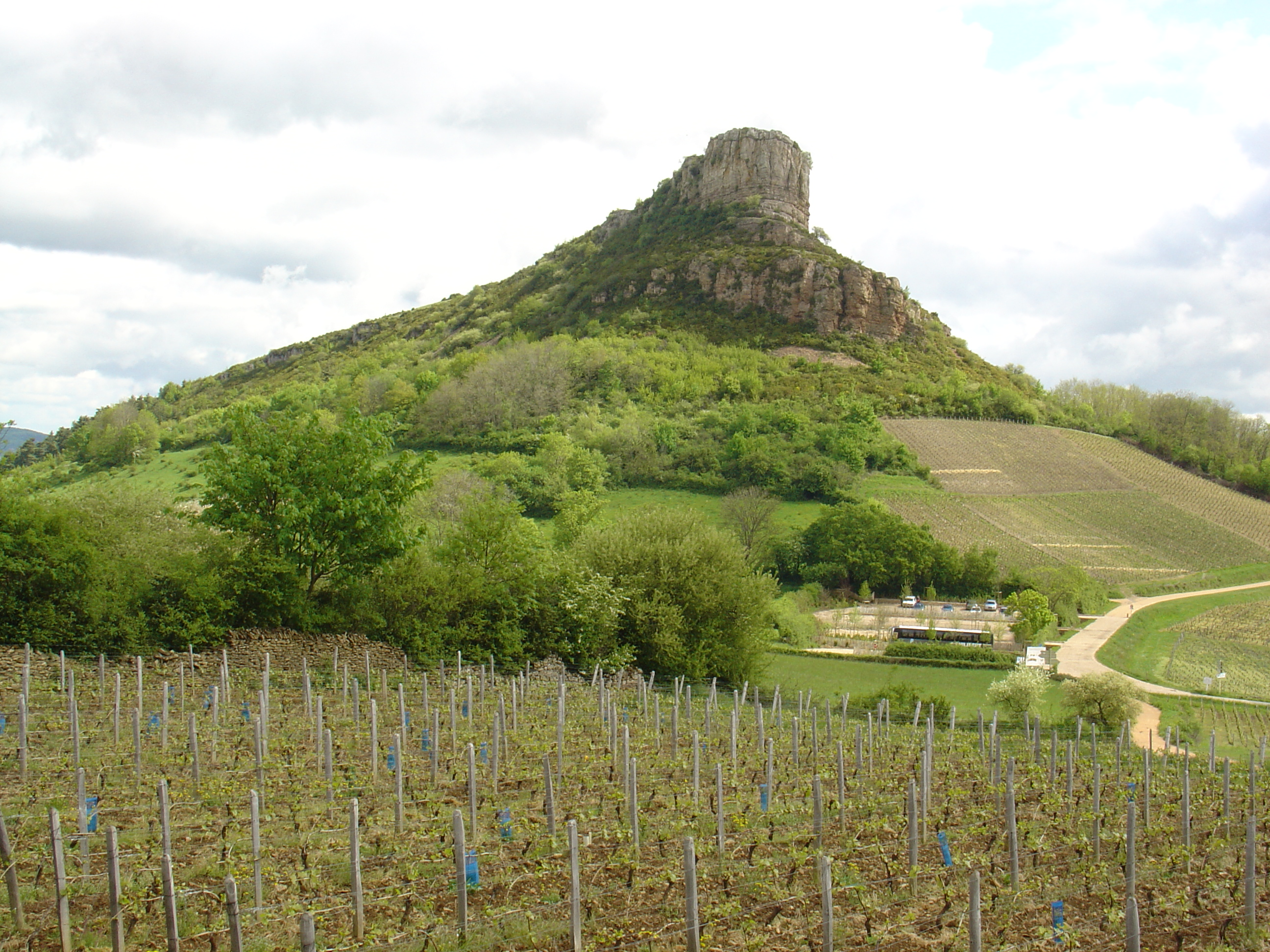
Der Felsen von Solutré

- 1997 (Soleil; außerhalb der Serie) Rahan et l'homme de Tautavel (freie dt. Übersetzung Rahan und der Mensch von Tautavel).
- 2004 (Éditions Lécureux) Le Secret de Solutré (freie dt. Übersetzung Das Geheimnis von Solutré); der Felsen von Solutré befindet sich in der Gemeinde Solutré-Pouilly und an seinem Fuß wurden große Mengen von Tierknochen gefunden.
- 2006 (Éditions Lécureux) Le Combat de Pierrette (freie dt. Übersetzung Pierrettes Kampf); Pierrette bezieht sich auf die französische Benennung eines Neandertaler-Schädelfundes (weiblicher Neandertaler mit verheilter Kopfverletzung) im Gebiet Paléosite de Saint-Césaire.
- 2007 (Éditions Lécureux) Le Trésor de Bélesta (freie dt. Übersetzung Der Schatz von Bélesta); in Bélesta, einer Gemeinde im Département Pyrénées-Orientales befindet sich die 1983 entdeckte Höhle von Bélesta.
- 2009 (Éditions Lécureux) La Légende de la Grotte de Niaux (freie dt. Übersetzung Die Legende der Höhle von Niaux); in der Gemeinde Niaux, Département Ariège, liegt die gleichnamige Höhle, in der sich sehr schöne Höhlenmalereien finden.
- 2010 (Éditions Lécureux) L'incroyable Romain la Roche (freie dt. Übersetzung Das unglaubliche Romain la Roche); in der Gemeinde Romain-la-Roche befindet sich eine paläontologische Grabungsstelle mit vielen Höhlen und Fossilien.

## Veröffentlichungen in Frankreich
In den letzten 41 Jahren (1969 bis Ende 2010) sind 197 Geschichten auf 4.116 Seiten mit ein bis sechs Paneln (meistens sind es fünf) pro Seite erschienen.

### Zeitschriften
- Éditions de Vaillant, Nr. 1377 bis; Pif Gadget Sonderausgabe, 1971
- Éditions de Vaillant, Rahan Nr. 1–27, erst dreimonatlich, dann zweimonatlich, 1972–1977
- Éditions de Vaillant, Rahan - Nouvelle Collection, Nr. 1–36, zweimonatlich, 1978–1984
- Rahan l'intégrale, Nr. 1–42, monatlich, 1984–1987

### Comic-Alben
- Éditions Hachette, 1 Band, 1973
- Éditions du Kangourou, 2 Bände, 1974–1975
- Édition Presses de la Cité (GP Rouge et Or) 5 Bände, 1980–1981
- Éditions La Farandole (Messidor – La Farandole) 3 Bände, 1986–1987
- Éditions J'ai Lu BD, 2 Bände, 1989–1990
- Éditions Novedi, 2 Bände, 1991–1992
- Éditions Dupuis, 1 Band, 1990
- Soleil Productions, 25 Bände, 1992–1997 und 3 Sonderbände, 1996–1998
- Éditions Frédérique, 6 Bände
- Éditions Lécureux, 11 Bände, 1999–2010

### Zeichentrickserien
- Rahan, Sohn der Vorzeit (Rahan fils des âges farouches), französische TV-Zeichentrickserie, 26 Episoden, 1987
- Rahan, franco-italienische TV-Zeichentrickserie, 26 Episoden, 2009

## Veröffentlichungen in Deutschland
In Deutschland erschien Rahan beim Bastei-Verlag, unter anderem in Felix und Topix, bevor er 1984 seine Abenteuer in fünf je 100 Seiten starken Taschenbüchern ausleben durfte.

## Filmversion
Eine Comicverfilmung des französischen Regisseurs Christophe Gans war in Arbeit und sollte 2006 erscheinen, wurde aber aufgeschoben.